# FIFAワールドカップ64
『FIFAワールドカップ64』（フィファワールドカップろくじゅうよん）は、テレビ朝日とインターネットテレビ局ABEMAで2022年5月28日から12月12日まで放送・配信されていたサッカー情報バラエティ番組。番組開始当初は月1回の放送だったが、同年10月2日（第6回）から週1回のレギュラー番組となった。

## 概要
11月20日に開幕となる『FIFA ワールドカップ カタール 2022』。同番組は、サッカー日本代表や大会の見どころなどを届けてきた。おなじみのメンバーに加え、テレビ朝日のサッカー解説者陣も登場し、より早く、より深く、そして、より楽しく大会の情報を発信していく。

## 内容
「日本代表8名によるぶっちゃけ座談会」や「内田篤人が日本の第2戦コスタリカを徹底取材」などの企画、元日本代表の松井大輔や日向坂46の影山優佳が行う現役日本代表選手へのインタビューや、メッシやクリスティアーノ・ロナウドなど海外の有名スター、レジェンド選手の情報も特盛りで、普段サッカーに触れない視聴者にも、同大会が楽しめる内容となっている。

## 出演者
MC
- せいや（霜降り明星）
- 影山優佳（日向坂46）

ゲスト
- 矢部浩之（ナインティナイン）
- ノブ（千鳥）
- 内田篤人
- 貴島明日香
- 松木安太郎
- りんたろー。（EXIT）
- 中澤佑二
- 田中マルクス闘莉王
- 松井大輔

## 放送リスト
| 放送#  | 初回配信日 | 内容                                               | ナレーション |
| 2022年 | 2022年     | 2022年                                             | 2022年       |
| ------ | ---------- | -------------------------------------------------- | ------------ |
| #1     | 5月28日    | 〜サッカー日本代表大集合SP〜                       | 佐藤政道     |
| #2     | 6月25日    | 〜日本の第2戦コスタリカに決定SP〜                  | 鞘師里保     |
| #3     | 7月30日    | 〜日本のエース伊東純也を日向坂46影山が大解剖SP〜   | 浪川大輔     |
| #4     | 8月14日    | 〜W杯まで98日！やべっち×吉田麻也SP対談！〜         | 浦和希       |
| #5     | 9月24日    | 〜三笘のドリブルで世界を攻略SP〜                   | 仲村宗悟     |
| #6     | 10月3日    | C・ロナウド感動秘話&カタール現地旅SP！             | 海渡翼       |
| #7     | 10月10日   | GKは面白い！日本の守護神・権田×影山優佳            | 市川蒼       |
| #8     | 10月17日   | 絶対に負けられないクイズ！ワールドカップ検定SP     | 幸村恵理     |
| #9     | 10月24日   | 世界のサッカー超人の超絶プレー＆感動ストーリー     | 諏訪部順一   |
| #10    | 10月31日   | 千鳥ノブが鉄人・長友に学ぶんじゃ～日本代表と初対談 | 斉藤壮馬     |
| #11    | 11月14日   | 日本戦完全スコア予想!開幕1週間前SP                 | 鈴木崚汰     |
| #12    | 11月21日   | 祝！W杯開幕！開幕戦超直前SP生放送                  | 島﨑信長     |
| #13    | 12月5日    | 日本あと1勝で史上初のベスト8!4度目の挑戦SP!        | 小野友樹     |
| #14    | 12月12日   | 吉田麻也にやべっち迫る！クロアチア戦後の涙の真相   | 浦和希       |

## スタッフ
- プロデューサー：山西雄大（演出兼）、河本祐典、高橋育麻、高口公輔（文化工房）、中野貴博（ABEMA）
- 制作著作：テレビ朝日、ABEMA

## 音楽

### メインテーマ
- LiSA「一斉ノ喝采」